# Turritriton tabulatus
Turritriton tabulatus exaratus, cũng gọi là Cymatium (Turritriton) tabulatus exaratus là một phụ loài ốc biển, là động vật thân mềm chân bụng sống ở biển trong họ Ranellidae.

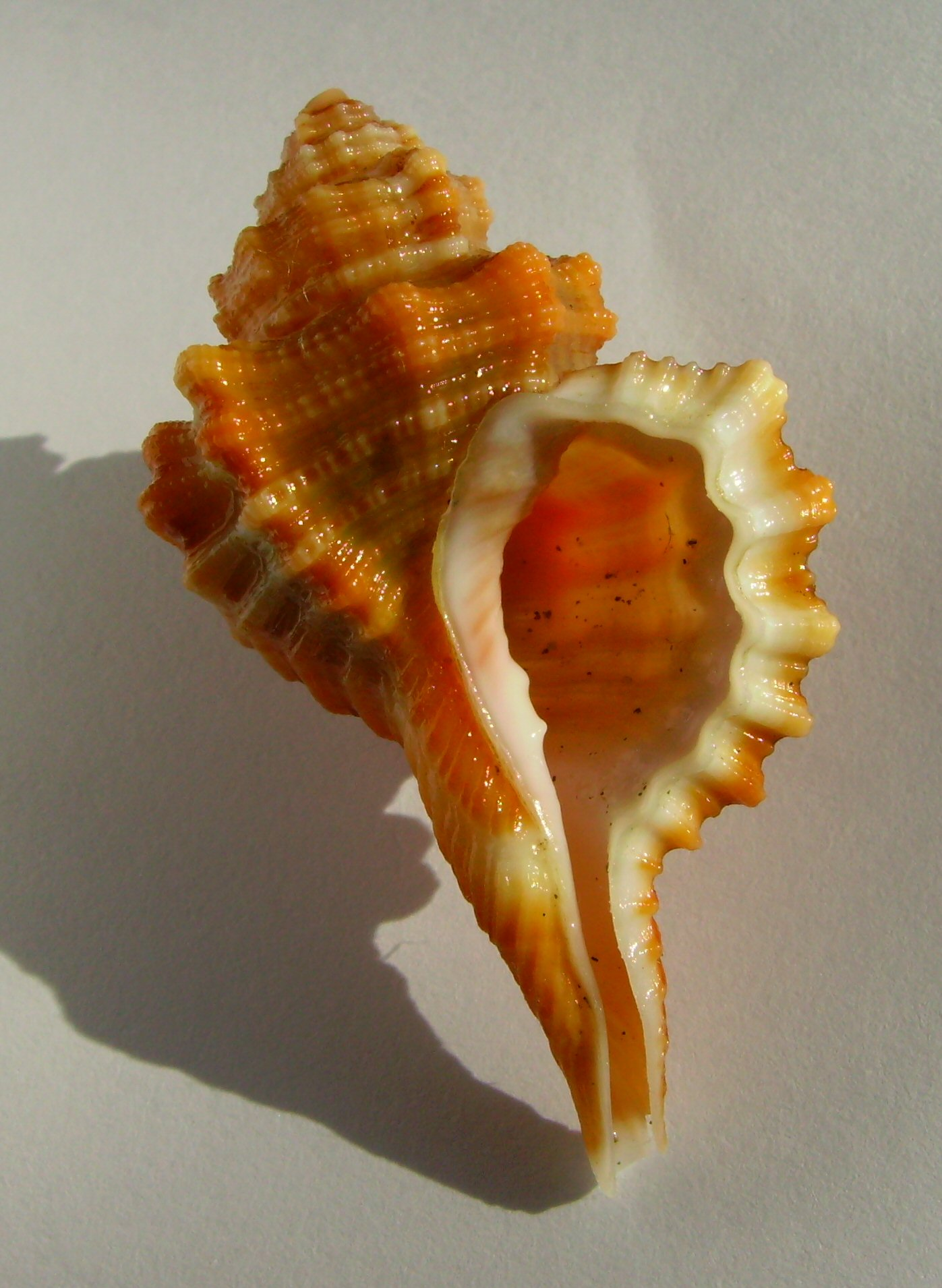
Turritriton tabulatus exaratus